# 1166

## Narození
- 29. července – Jindřich II. ze Champagne, hrabě ze Champagne, účastník křížové výpravy a nekorunovaný král Jeruzaléma († 10. září 1197)
- 24. prosince – Jan Bezzemek, anglický král († 18./19. říjen 1216)

## Úmrtí
- 7. května – Vilém I. Zlý, sicilský král (* 1131)
- 4. září – Svatá Rozálie, sicilská světice (* 1130)

## Hlavy států
- České království – Vladislav II.
- Svatá říše římská – Fridrich I. Barbarossa
- Papež – Alexandr III.
- Anglické království – Jindřich II. Plantagenet
- Francouzské království – Ludvík VII.
- Polské knížectví – Boleslav IV. Kadeřavý
- Uherské království – Štěpán III. Uherský
- Sicilské království – Vilém I. Zlý » Vilém II. Dobrý
- Kastilské království – Alfonso VIII. Kastilský
- Rakouské vévodství – Jindřich II. Jasomirgott
- Skotské království – Vilém Lev
- Byzantská říše – Manuel I. Komnenos